# Solar Energy Generating Systems

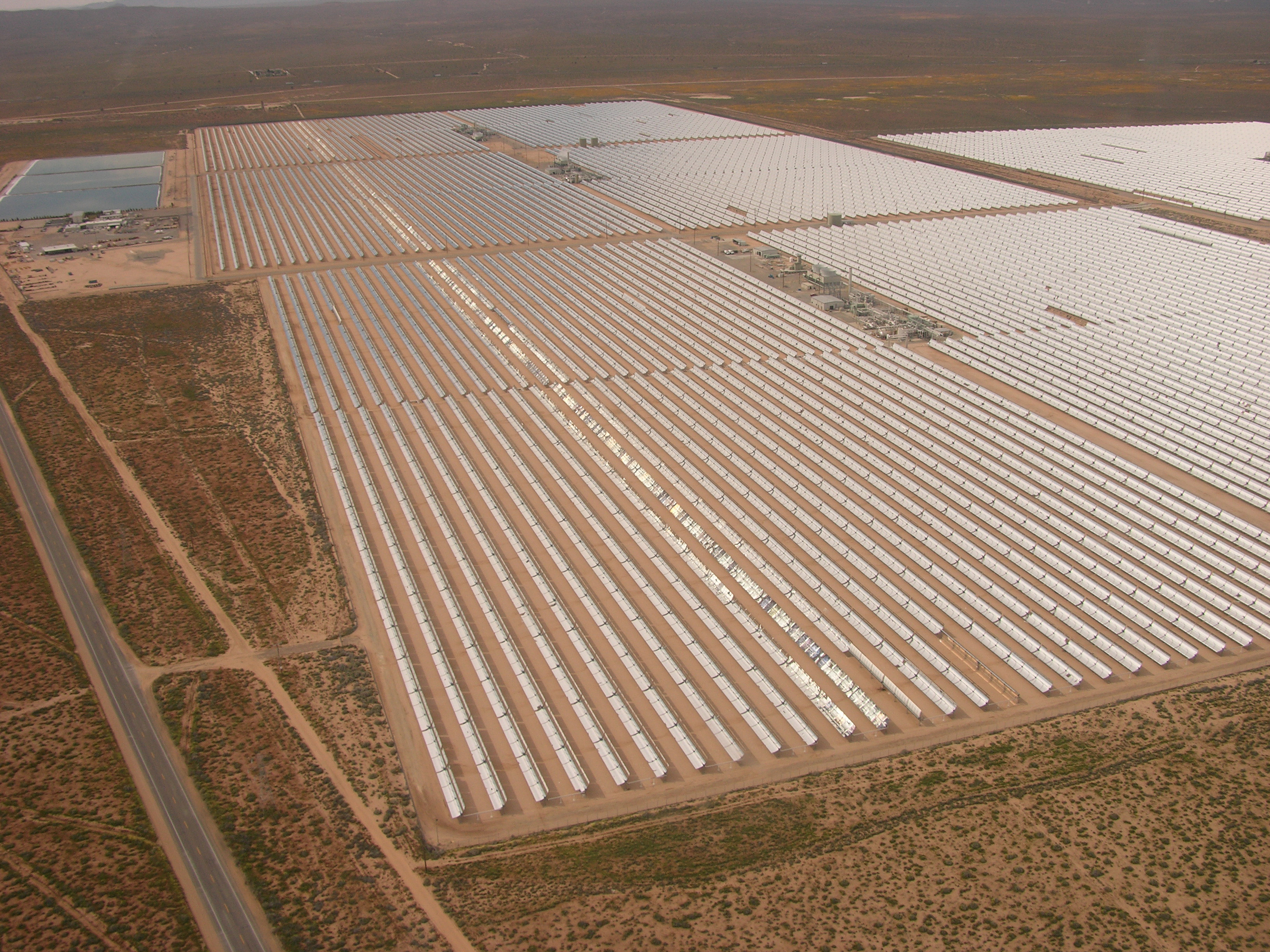
Veduta aerea dei SEGS di Kramer Junction

Il Solar Energy Generating Systems, o SEGS era composto da nove centrali solari termodinamiche in California nel Deserto del Mojave dove si trova la più alta insolazione degli Stati Uniti. I SEGS I-II (44 MW) si trovano presso Daggett, i SEGS III-VII (150 MW) presso Kramer Junction e i SEGS VIII-IX (160 MW) presso Harper Lake. La gestione della struttura è affidata alla FPL Energy che ne è anche comproprietaria. Era stata avviata anche la costruzione della centrale SEGS X, e pianificata la costruzione delle centrali SEGS XI e SEGS XII, tutte da 80 MW cadauna, ma l'azienda costruttrice, Luz Industries, mancò di ottenere i necessari finanziamenti e fece bancarotta nel 1991-1992.
La produzione di SEGS II è cessata nel 2015, quella di SEGS I è cessata nel 2016. Nel 2019 è cessata la produzione di SEGS VI e VII. Nel 2020 è cessata la produzione di SEGS III, IV e V. Al 2025 sono rimasti in produzione le due unità maggiori SEGS VIII e IX, quelle da 80 MWe.

## Caratteristiche tecniche
La potenza totale dell'impianto era di 354 MWe (potenza nominale elettrica) rendendo, fino al 2014 (data di entrata in servizio della Centrale solare termodinamica di Ivanpah), i SEGS la maggiore struttura di centrali solari esistente al mondo. Dal 2007, la seconda era Nevada Solar One con 64 MWe, e dal 2008, la terza, era la centrale fotovoltaica di Olmedilla de Alarcón in Spagna, con 60 MWp (potenza nominale di picco). Il fattore di capacità è del 21%. In più le turbine degli impianti continuano la produzione di energia elettrica anche di notte attraverso la combustione di gas naturale. Attualmente la potenza in servizio totale dell'impianto è di 160 MWe.
La FPL Energy dichiara che la centrale solare sia in grado di sopperire al fabbisogno energetico di 232.500 abitazioni ed evitare immissione nell'atmosfera di 3.800 tonnellate di sostanze inquinanti ogni anno che si sarebbero prodotte con le centrali elettriche alimentate con combustibili fossili.
La struttura conta 936.384 specchi e ricopre una superficie di 6,5 km². Se posizionati in fila, gli specchi parabolici si estenderebbero per 370 km.

## Funzionamento

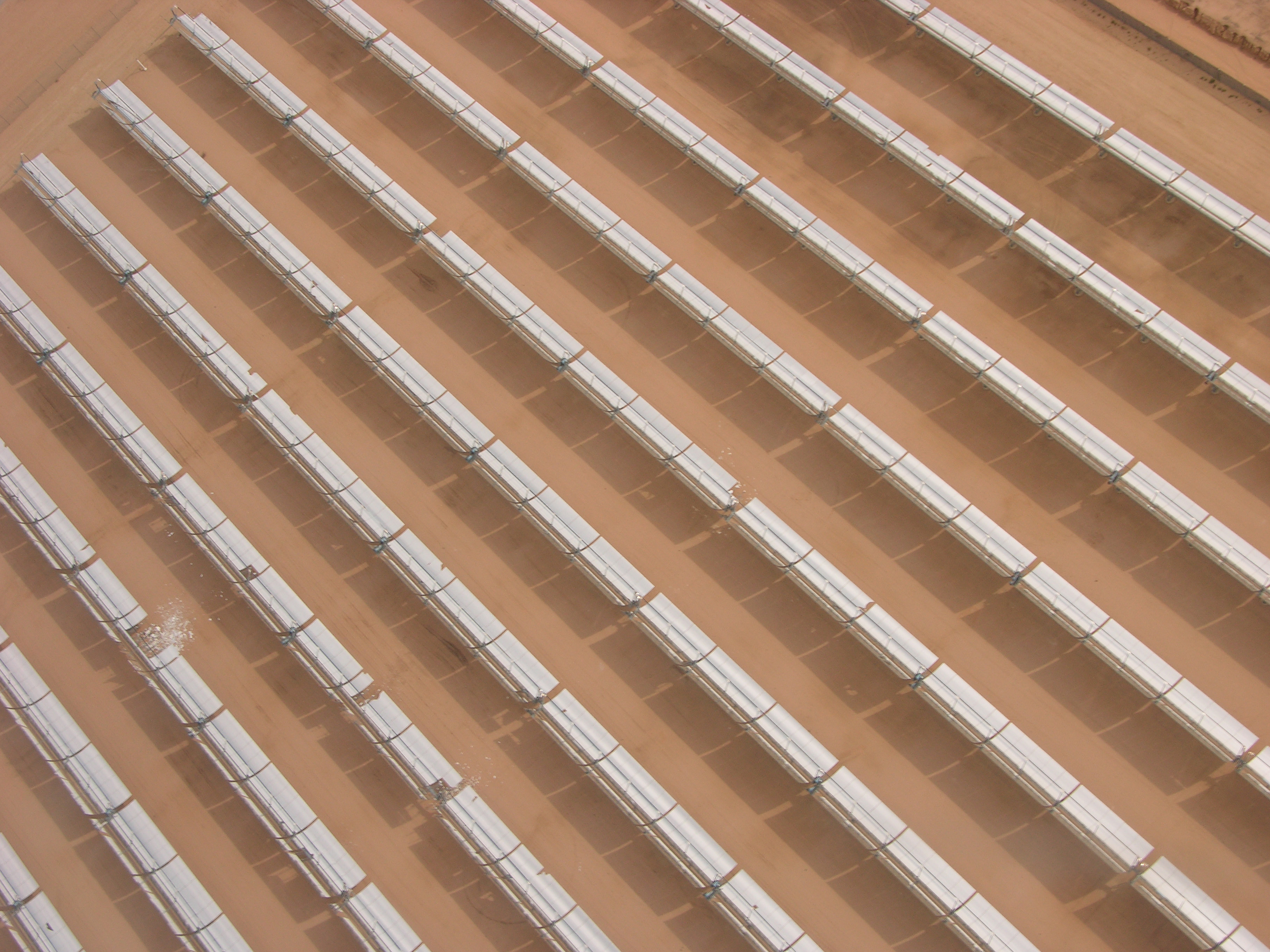
Veduta aerea ravvicinata: si notino alcuni eliostati infranti dalla forza del vento

La centrale sfrutta pannelli solari a concentrazione assieme al gas naturale per la produzione di elettricità. La luce del Sole fornisce il 90% dell'energia mentre il gas naturale viene sfruttato solo quando questa non è sufficiente per soddisfare le necessità della Southern California Edison, il distributore di energia elettrica per il sud della California. Attualmente lavorano 95 addetti a Kramer Junction e 45 presso Harper Lake.

### Eliostati
Il funzionamento dell'intera struttura dipende dagli specchi dalla forma parabolica, detti eliostati, capaci di riflettere il 94% della luce solare a differenza di un normale specchio che ne riflette solo il 70% circa. Essi seguono automaticamente il Sole durante la giornata. La manutenzione degli eliostati comprende ogni anno la sostituzione mediamente di 3.000 di essi e la loro pulizia periodica è completamente automatizzata.

### Conduzione del calore
Attraverso gli eliostati i raggi solari vengono riflessi sul tubo riempito di olio sintetico posizionato nel punto focale della parabola che raggiunge i 400 °C. La luminosità che si raggiunge infatti è dalle 71 alle 80 volte maggiore di quella normale. L'olio sintetico trasferisce poi il calore all'acqua che, bollendo, aziona le turbine a vapore secondo il ciclo di Rankine e genera energia elettrica. L'uso dell'olio, anziché dell'acqua, mantiene la pressione nell'impianto gestibile durante il trasferimento del calore.

## Posizione geografica
I SEGS furono commissionati tra il 1984 e il 1991 e costruiti dalla Luz Industries.
| Impianto                                                      | Anno di costruzione | Località    | Potenza netta delle turbine | Superficie | Temperatura dell'olio | Produzione solare lorda di elettricità (MWh) | Produzione solare lorda di elettricità (MWh) |
|                                                               |                     |             | (MW)                        | (m²)       | (°C)                  | 1996                                         | media 1998–2002                              |
| ------------------------------------------------------------- | ------------------- | ----------- | --------------------------- | ---------- | --------------------- | -------------------------------------------- | -------------------------------------------- |
| SEGS I                                                        | 1984                | Daggett     | 14                          | 82.960     | 307                   | 19.900                                       | 16.500                                       |
| SEGS II                                                       | 1985                | Daggett     | 30                          | 165.376    | 316                   | 36.000                                       | 32.500                                       |
| SEGS III                                                      | 1986                | Kramer Jct. | 30                          | 230.300    | 349                   | 64.170                                       | 68.555                                       |
| SEGS IV                                                       | 1986                | Kramer Jct. | 30                          | 230.300    | 349                   | 61.970                                       | 68.278                                       |
| SEGS V                                                        | 1987                | Kramer Jct. | 30                          | 233.120    | 349                   | 71.439                                       | 72.879                                       |
| SEGS VI                                                       | 1988                | Kramer Jct. | 30                          | 188.000    | 391                   | 71.409                                       | 67.758                                       |
| SEGS VII                                                      | 1988                | Kramer Jct. | 30                          | 194.280    | 391                   | 70.138                                       | 65.048                                       |
| SEGS VIII                                                     | 1989                | Harper Lake | 80                          | 464.340    | 391                   | 139.174                                      | 137.990                                      |
| SEGS IX                                                       | 1990                | Harper Lake | 80                          | 483.960    | 391                   | 141.916                                      | 125.036                                      |
| Sources: Solargenix Energy, KJC Operating Company, IEEE, NREL |                     |             |                             |            |                       |                                              |                                              |

| Anno   | SEGS I  | SEGS II | SEGS III  | SEGS IV   | SEGS V    | SEGS VI   | SEGS VII  | SEGS VIII | SEGS IX   | Totale     |
| ------ | ------- | ------- | --------- | --------- | --------- | --------- | --------- | --------- | --------- | ---------- |
| 1985   | 19.261  |         |           |           |           |           |           |           |           | 19.261     |
| 1986   | 22.510  | 25.085  |           |           |           |           |           |           |           | 47.595     |
| 1987   | 25.055  | 23.431  | 49.444    | 52.181    |           |           |           |           |           | 150.111    |
| 1988   | 16.927  | 38.914  | 61.475    | 64.762    | 62.858    |           |           |           |           | 244.936    |
| 1989   | 23.527  | 43.862  | 63.096    | 70.552    | 65.280    | 48.045    | 38.868    |           |           | 353.230    |
| 1990   | 21.491  | 39.156  | 69.410    | 74.661    | 72.449    | 62.690    | 57.661    | 114.996   | 5.974     | 518.488    |
| 1991   | 20.252  | 35.168  | 60.134    | 64.600    | 59.009    | 64.155    | 58.373    | 102.464   | 144.805   | 608.960    |
| 1992   | 17.938  | 32.481  | 48.702    | 51.007    | 55.383    | 47.087    | 46.940    | 109.361   | 129.558   | 538.457    |
| 1993   | 20.368  | 36.882  | 58.248    | 58.935    | 67.685    | 55.724    | 54.110    | 130.999   | 130.847   | 613.798    |
| 1994   | 20.194  | 36.566  | 56.892    | 57.795    | 66.255    | 56.908    | 53.251    | 134.578   | 137.915   | 620.354    |
| 1995   | 19.800  | 35.853  | 56.663    | 54.929    | 63.757    | 63.650    | 61.220    | 133.843   | 138.959   | 628.674    |
| 1996   | 19.879  | 35.995  | 64.170    | 61.970    | 71.439    | 71.409    | 70.138    | 139.174   | 141.916   | 676.090    |
| 1997   | 19.228  | 34.817  | 64.677    | 64.503    | 75.936    | 70.019    | 69.186    | 136.410   | 139.697   | 674.473    |
| 1998   | 18.686  | 33.836  | 70.598    | 71.635    | 75.229    | 67.358    | 67.651    | 137.905   | 119.732   | 662.630    |
| 1999   | 11.250  | 33.408  | 70.689    | 71.142    | 70.293    | 71.066    | 66.258    | 135.233   | 107.513   | 636.852    |
| 2000   | 17.235  | 31.207  | 65.994    | 63.457    | 73.810    | 68.543    | 64.195    | 140.079   | 128.315   | 652.835    |
| 2001   | 9.255   | 17.580  | 57.857    | 52.696    | 59.925    | 58.004    | 50.378    | 119.127   | 114.607   | 539.429    |
| 2002   | 11.381  | 16.009  | 51.131    | 59.169    | 65.741    | 58.964    | 54.463    | 120.884   | 113.824   | 551.566    |
| 2003   | 6.913   | 11.142  | 59.027    | 58.100    | 61.921    | 50.504    | 49.154    | 119.357   | 115.541   | 531.659    |
| 2004   | 8.421   | 14.582  | 64.413    | 62.006    | 67.717    | 53.618    | 50.479    | 124.089   | 123.605   | 568.930    |
| 2005   | 6.336   | 13.375  | 56.680    | 56.349    | 62.309    | 51.827    | 46.628    | 120.282   | 120.915   | 534.701    |
| 2006   | 5.559   | 7.547   | 51.721    | 52.439    | 53.471    | 45.076    | 42.050    | 117.451   | 117.310   | 492.624    |
| 2007   | 0       | 5.445   | 59.480    | 59.799    | 59.547    | 65.832    | 58.307    | 122.676   | 122.699   | 553.785    |
| 2008   | 10.705  | 28.040  | 69.012    | 69.338    | 69.316    | 67.156    | 65.185    | 135.492   | 150.362   | 664.606    |
| 2009   | 9.033   | 18.635  | 62.971    | 63.563    | 59.820    | 62.750    | 58.950    | 131.474   | 139.756   | 606.952    |
| 2010   | 10.648  | 22.829  | 60.029    | 63.084    | 54.328    | 63.576    | 58.836    | 155.933   | 163.899   | 653.162    |
| 2011   | 11.164  | 26.198  | 61.350    | 57.684    | 60.451    | 59.327    | 57.378    | 152.463   | 160.506   | 646.521    |
| 2012   | 11.666  | 25.126  | 56.877    | 62.414    | 62.877    | 56.082    | 54.147    | 145.247   | 164.203   | 638.639    |
| 2013   | 9.403   | 23.173  | 56.824    | 58.317    | 57.758    | 52.539    | 48.183    | 141.356   | 154.082   | 601.635    |
| Totale | 424.085 | 746.342 | 1.627.564 | 1.657.087 | 1.674.564 | 1.491.909 | 1.401.989 | 3.120.873 | 3.086.540 | 15.230.953 |

La centrale può anche utilizzare il gas naturale.
| Anno | Gas naturale | Solare  | Totale  |
| ---- | ------------ | ------- | ------- |
| 2001 | 300.721      | 539.429 | 840.150 |
| 2002 | 318.761      | 551.566 | 870.327 |
| 2003 | 233.388      | 531.659 | 765.047 |
| 2004 | 169.907      | 568.930 | 738.837 |
| 2005 | 87.163       | 534.701 | 621.864 |
| 2006 | 120.928      | 492.624 | 613.552 |
| 2007 | 111.918      | 553.785 | 665.703 |
| 2008 | 81.605       | 664.606 | 746.211 |
| 2009 | 233.685      | 606.952 | 840.637 |
| 2010 | 225.092      | 653.162 | 878.254 |
| 2011 | 242.063      | 646.521 | 888.584 |
| 2012 | 227.484      | 638.639 | 866.123 |
| 2013 | 74.803       | 601.635 | 676.438 |